# Melody's Echo Chamber
Melody's Echo Chamber es un proyecto musical de rock psicodélico de la música francesa Melody Prochet (Melody Van Kappers).
Cuando el proyecto anterior de Prochet, My Bee's Garden acompañó a Tame Impala en su gira europea en 2010, Prochet colaboró con Kevin Parker para producir su nuevo material en solitario como Melody's Echo Chamber. El material fue grabado en el estudio improvisado de Parker en Perth, Australia, y en la casa de playa de la abuela de Prochet en el sur de Francia. El álbum debut homónimo fue lanzado en Fat Possum Records en el otoño de 2012.
En 2013, el álbum debut alcanzó el puesto #61 en el US Billboard Heatseekers Album Chart. La revista británica Q le dio al álbum una calificación 8/10 llamándolo una "intoxicación sonora que vale la pena experimentar por sí mismo". Dom Gourlay, de la revista en línea británica Drowned In Sound premió al álbum con 9/10 y dijo: "Cual sea lo que pase después, ella puede estar tranquilamente segura de saber que, junto a su novio, ha conjurado uno de los mejores debuts de 2012 (o cualquier otro año en la historia reciente)."
En abril de 2017, Prochet subió a YouTube un nuevo track llamado "Cross My Heart" y anunció su nuevo álbum, Bon Voyage, el cual estaba produciendo independientemente. El estreno fue retrasado debido a que Prochet sufrió un accidente, que le provocó un aneurisma cerebral y una vértebra rota.
Finalmente Bon Voyage fue lanzado el 15 de junio de 2018.
En enero de 2022, Prochet lanzó el sencillo «Looking Backward», y Emotional Eternal salió a la venta en abril.
En septiembre de 2022, Prochet lanzó su álbum perdido Unfold y una reedición de su álbum autotitulado en reconocimiento del décimo aniversario de su debut. Originalmente destinado a ser su segundo álbum, Unfold fue archivado después de que su relación con el coproductor Kevin Parker «simplemente no superó el proceso».

## Álbumes
- Melody's Echo Chamber (2012)
- Bon Voyage (2018)
- Emotional Eternal (2022)